# Черебатырево
Черебатырево (тат. Чурабатыр) — село в Нурлатском районе Республики Татарстан. Входит в Амзинское сельское поселение.

## История
Основана около 1680 года. В XVIII — 1-й половине XIX вв. жители относились к категории государственных крестьян. Занимались земледелием, разведением скота. В начале XX века в деревне Черебатырово имелись 3 мелочные лавки. В этот период земельный надел сельской общины составлял 1000 десятин.
Судя по некоторым преданиям, здесь прежде жили чуваши. Но вот пришел богатырь по имени Чура и разогнал чувашей, и тут поселились кряшены. Название села также происходит от имени этого богатыря — Чура батыр (рус. Богатырь Чура).
Во время засухи жители села проводили некий обряд чүрмәчлекен. В то время, когда нет дождя, в один день после окончания утренних работ женщины и девочки поливали друг друга водой. И никто из походивших мимо не оставался сухим.
В 1893 году была построена церковь. По данным 1899 года существовал Черебатыревский приход, в селе находились мужская и женская школы Братства святителя Гурия, проживало 683 крещеных татар, которые занимались хлебопашеством. До 1920 года деревня входила в Старо-Альметевскую волость Чистопольского уезда Казанской губернии. С 1920 года в составе Чистопольского кантона Татарской АССР. С 10.08.1930 года в Билярском, с 01.02.1963 года в Октябрьском (Нурлатском) районах.
Число жителей: в 1782 году — 51 душа мужского пола, в 1859 году — 384, в 1897 году — 703, в 1908 году — 778, в 1920 году — 889, в 1926 году — 622, в 1938 году — 506, в 1949 году — 448, в 1958 году — 360, в 1970 году — 333, в 1979 году — 256, в 1989 году — 131, в 2002 году — 100 человек.